# Doulevant-le-Château
Pour l’article homonyme, voir Doulevant-le-Petit.
Doulevant-le-Château, nommée Blaiserives de 1972 à 1992, est une commune française située dans le département de la Haute-Marne, en région Grand Est.

## Géographie

### Localisation
| Sommevoire | Dommartin-le-Saint-Père | Baudrecourt       |
| Blumeray   | Doulevant-le-Château    | Charmes-la-Grande |
|            | Arnancourt              |                   |

Doulevant-le-Château est sur la D 60 (ex-Route nationale 60) de Toul à Orléans, à 23 km au sud-ouest de Joinville et à 31 km à l'est de Brienne-le-Château.
Doulevant est environ à égale distance de Joinville et de Bar-sur-Aube.
La commune est à 35 km au sud de son chef-lieu d'arrondissement, Saint-Dizier, à 45 km au nord-ouest de sa préfecture, Chaumont, à 280 km à l'est de sa préfecture de région, Strasbourg, et à 235 km de Paris.

### Hydrographie
La commune est dans la région hydrographique « la Seine de sa source au confluent de l'Oise (exclu) » au sein du bassin Seine-Normandie. Elle est drainée par la Blaise et divers autres petits cours d'eau,.
La Blaise, d'une longueur de 86 km, prend sa source dans la commune de Gillancourt et se jette  dans la Marne à Isle-sur-Marne, après avoir traversé 34 communes. 

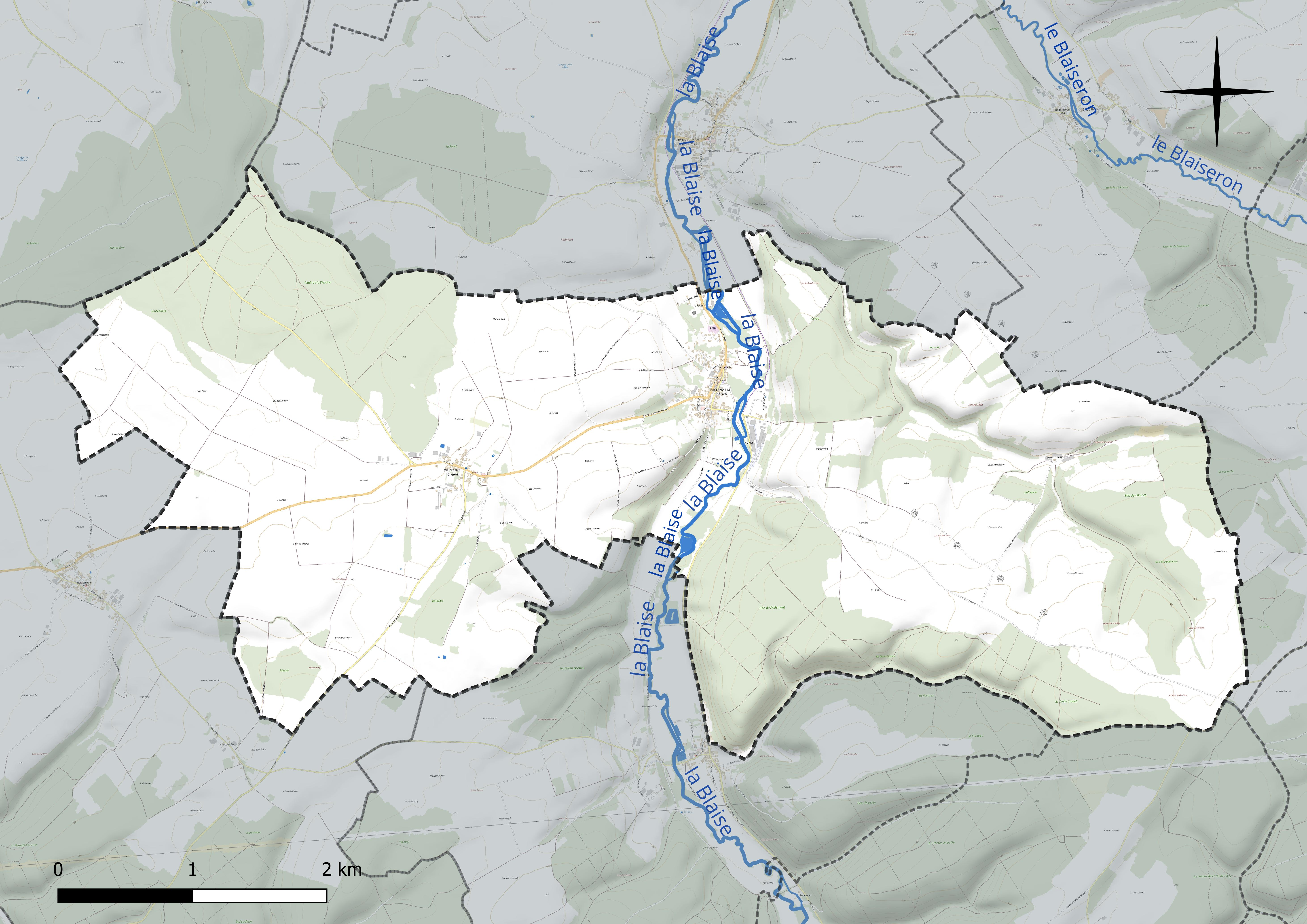
Réseau hydrographique de Doulevant-le-Château.

### Climat
Pour des articles plus généraux, voir Climat du Grand Est et Climat de la Haute-Marne.
En 2010, le climat de la commune est de type climat des marges montargnardes, selon une étude du Centre national de la recherche scientifique s'appuyant sur une série de données couvrant la période 1971-2000. En 2020, Météo-France publie une typologie des climats de la France métropolitaine dans laquelle la commune est exposée à un climat océanique altéré et est dans la région climatique  Lorraine, plateau de Langres, Morvan, caractérisée par un hiver rude (1,5 °C), des vents modérés et des brouillards fréquents en automne et hiver. 
Pour la période 1971-2000, la température annuelle moyenne est de 10,3 °C, avec une amplitude thermique annuelle de 16,3 °C. Le cumul annuel moyen de précipitations est de 894 mm, avec 13 jours de précipitations en janvier et 9,3 jours en juillet. Pour la période 1991-2020, la température moyenne annuelle observée sur la station météorologique de Météo-France la plus proche, « Blécourt », sur la commune de Blécourt à 12 km à vol d'oiseau, est de 10,8 °C et le cumul annuel moyen de précipitations est de 879,6 mm. 
La température maximale relevée sur cette station est de 40,2 °C, atteinte le 25 juillet 2019 ; la température minimale est de −18 °C, atteinte le 20 décembre 2009,,. 
Les paramètres climatiques de la commune ont été estimés pour le milieu du siècle (2041-2070) selon différents scénarios d'émission de gaz à effet de serre à partir des nouvelles projections climatiques de référence DRIAS-2020. Ils sont consultables sur un site dédié publié par Météo-France en novembre 2022.

## Urbanisme

### Typologie
Au 1er janvier 2024, Doulevant-le-Château est catégorisée commune rurale à habitat dispersé, selon la nouvelle grille communale de densité à sept niveaux définie par l'Insee en 2022.
Elle est située hors unité urbaine et hors attraction des villes,.

### Occupation des sols
L'occupation des sols de la commune, telle qu'elle ressort de la base de données européenne d’occupation biophysique des sols Corine Land Cover (CLC), est marquée par l'importance des territoires agricoles (62,2 % en 2018), en diminution par rapport à 1990 (63,8 %). La répartition détaillée en 2018 est la suivante :
terres arables (51,2 %), forêts (36,2 %), prairies (8,3 %), zones agricoles hétérogènes (2,7 %), zones urbanisées (1,7 %). L'évolution de l’occupation des sols de la commune et de ses infrastructures peut être observée sur les différentes représentations cartographiques du territoire : la carte de Cassini (XVIIIe siècle), la carte d'état-major (1820-1866) et les cartes ou photos aériennes de l'IGN pour la période actuelle (1950 à aujourd'hui).

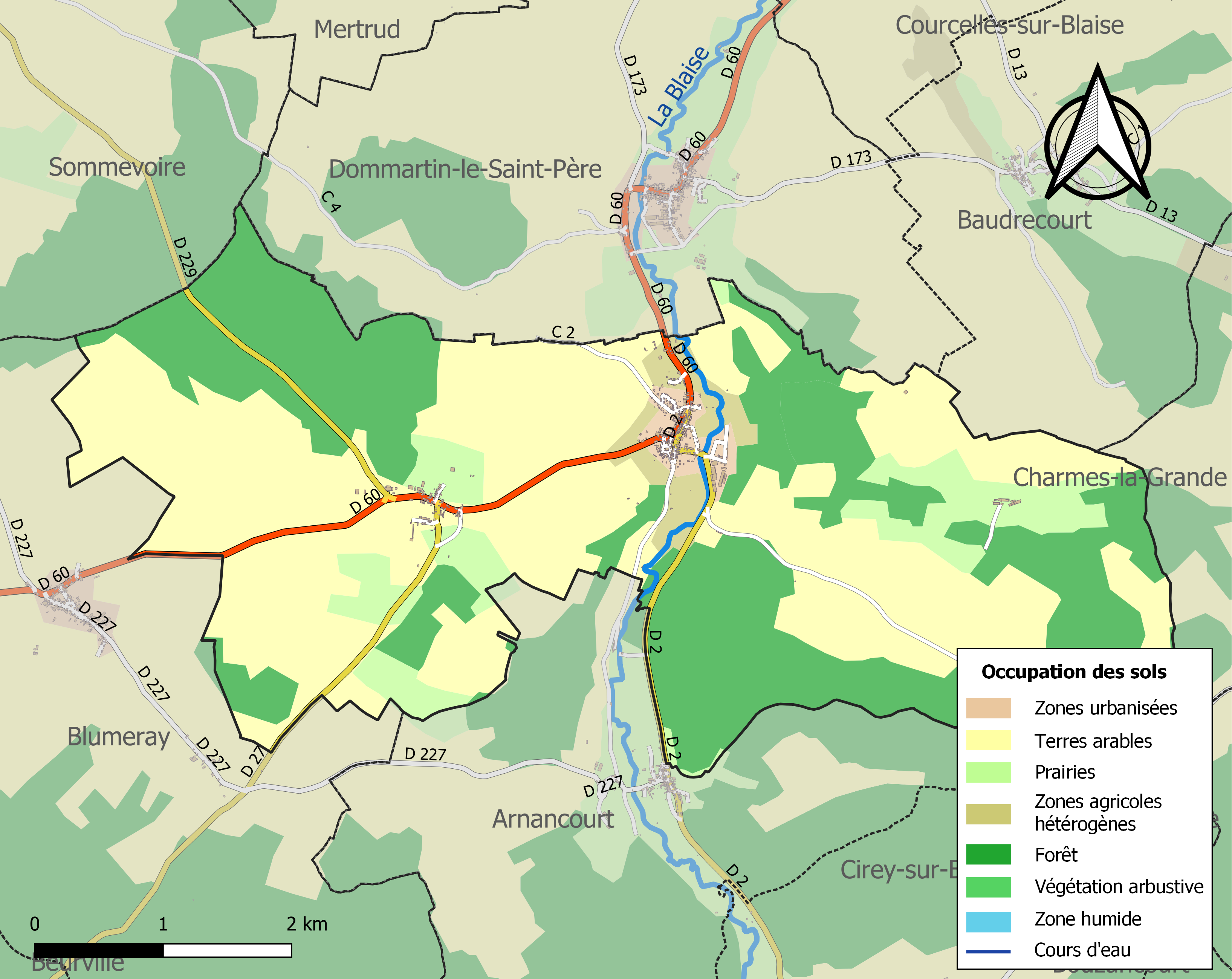
Carte des infrastructures et de l'occupation des sols de la commune en 2018 (CLC).

## Toponymie
Le nom de la localité est attesté sous les formes « Villa que vocatur ex nomine Donni Lupentii » (XIe siècle) ; Donluvenz (1140) ; Doulevenz (1179) ; Donlevenz (1201) ; Doulevant Magnus (1214) ; Donnus Lupentius Magnus (1263) ; Dolevanz (1264) ; Donlevant (1289) ; Dolevans, Dolevens (1348) ; Doulevans (1401) ; Dolosus Ventus Magnus (1402) ; Doulevant le Chastel (1448) ; Dolevant le Chastel (1460) ; Domnus Lupentius castrum (1483) ; Doulevant (1561) ; Doullevant le Châtel (1763) ; Doulevent le Château (XVIIIe siècle).

Le village de Doulevant porte le nom de son saint patron, saint Louvent (Domnus Lupentius : Dom Louvent). Le toponyme Doulevant est un hagiotoponyme caché, issu du bas latin domnus et le nom  du saint Lupentius, qui fait référence à saint Louvent (saint Lupien).
On l'appela Doulevant-le-Château à cause de son ancien château-fort, construit par les sires de Joinville, qui dominait le village à l'Est, et qui fut pris et démantelé pendant les troubles occasionnés dans le royaume durant la « minorité de saint Louis », roi de France, il ne fut entièrement détruit qu'en 1850. 
De 1972 à 1992, la commune s'appelle Blaiserives (« Blaise rives »), suite à une fusion avec la commune de Villiers-aux-Chênes. À l'époque romaine Doulevant était le chef lieu du pragus blensensis, « pays blaisois ».

## Histoire
Le 20 juin 1972, la commune de Doulevant-le-Château fusionne avec celle de Villiers-aux-Chênes située à l'ouest et dont les bourgs sont éloignés de 2 km. La nouvelle commune se nomme Blaiserives puis Doulevant-le-Château le 1er novembre 1992.

## Politique et administration

### Liste des maires
| Période                                  | Période  | Identité               | Étiquette | Qualité            |
| ---------------------------------------- | -------- | ---------------------- | --------- | ------------------ |
| Les données manquantes sont à compléter. |          |                        |           |                    |
| 1807                                     | 1817     | Jean Nicolas Berthelin |           | Maître de forges   |
| octobre 1817                             |          | Denis Claude Loppin    |           | Notaire royal      |
|                                          |          | Hubert Saget           | RPR       | Conseiller général |
| mars 2008                                | 2014     | Brigitte Gillet        |           |                    |
| mars 2014                                | 2020     | Gilbert Lallemand      |           |                    |
| 2020                                     | En cours | Virginie Asdrubal      |           |                    |

## Population et société

### Démographie
L'évolution du nombre d'habitants est connue à travers les recensements de la population effectués dans la commune depuis 1793. Pour les communes de moins de 10 000 habitants, une enquête de recensement portant sur toute la population est réalisée tous les cinq ans, les populations de référence des années intermédiaires étant quant à elles estimées par interpolation ou extrapolation. Pour la commune, le premier recensement exhaustif entrant dans le cadre du nouveau dispositif a été réalisé en 2005.

En 2022, la commune comptait 367 habitants, en stagnation par rapport à 2016 (Haute-Marne : −4,62 %, France hors Mayotte : +2,11 %).
| 1793 | 1800 | 1806 | 1821 | 1831 | 1836 | 1841 | 1846 | 1851 |
| ---- | ---- | ---- | ---- | ---- | ---- | ---- | ---- | ---- |
| 617  | 643  | 708  | 617  | 662  | 700  | 707  | 704  | 770  |

| 1856 | 1861 | 1866 | 1872 | 1876 | 1881 | 1886 | 1891 | 1896 |
| ---- | ---- | ---- | ---- | ---- | ---- | ---- | ---- | ---- |
| 673  | 702  | 716  | 704  | 685  | 698  | 655  | 611  | 580  |

| 1901 | 1906 | 1911 | 1921 | 1926 | 1931 | 1936 | 1946 | 1954 |
| ---- | ---- | ---- | ---- | ---- | ---- | ---- | ---- | ---- |
| 552  | 550  | 529  | 445  | 465  | 486  | 478  | 472  | 411  |

| 1962 | 1968 | 1975 | 1982 | 1990 | 1999 | 2005 | 2006 | 2010 |
| ---- | ---- | ---- | ---- | ---- | ---- | ---- | ---- | ---- |
| 404  | 433  | 461  | 442  | 455  | 448  | 444  | 444  | 419  |

| 2015 | 2020 | 2022 | - | - | - | - | - | - |
| ---- | ---- | ---- | - | - | - | - | - | - |
| 372  | 361  | 367  | - | - | - | - | - | - |

## Culture locale et patrimoine

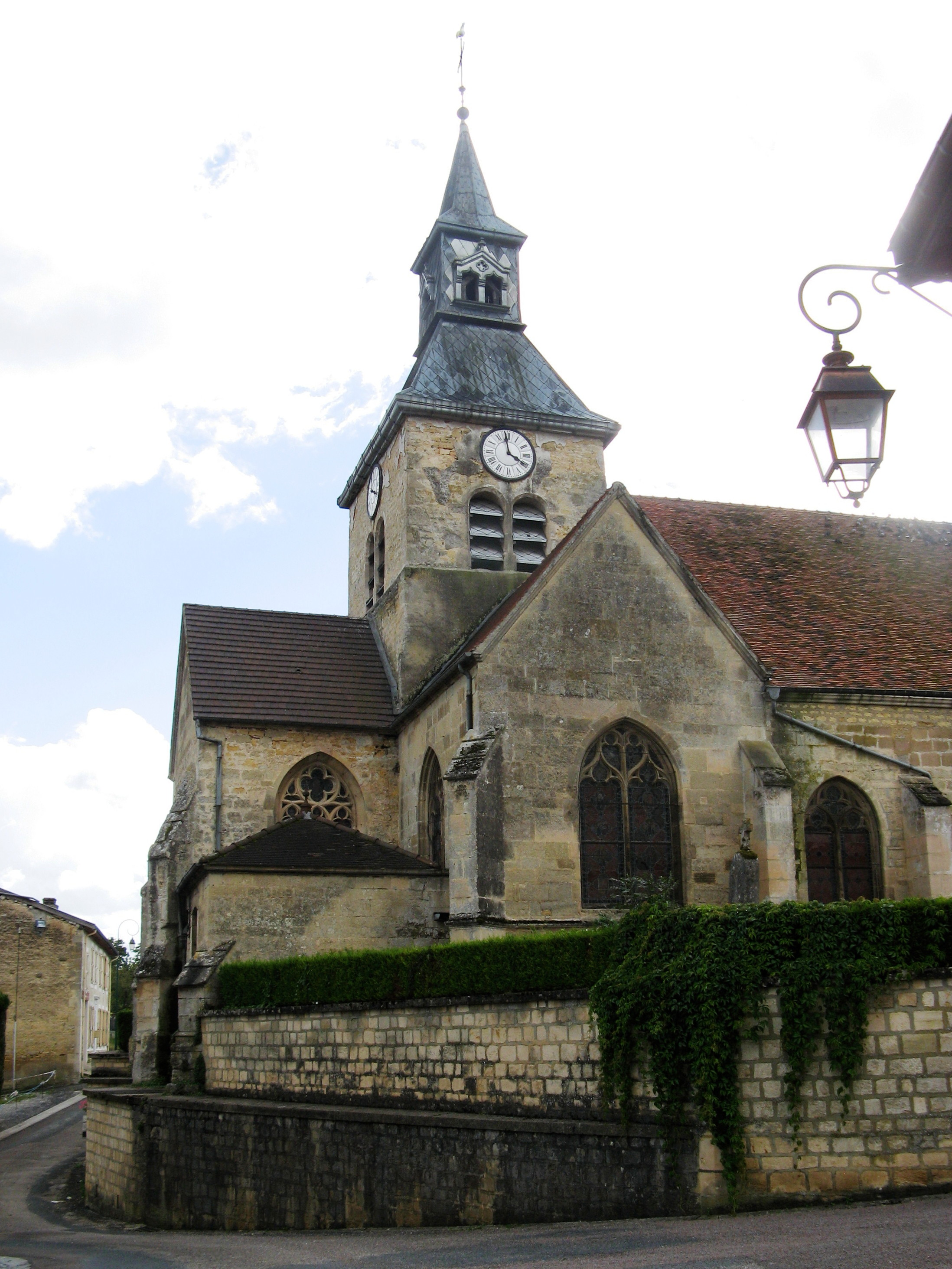
Église Saint-Louvent.

### Lieux et monuments
- L'église paroissiale Saint-Louvent de Doulevant-le-Château possède un chœur et un transept de style gothique flamboyant élevés au début du xvie siècle. Sa nef construite un siècle plus tard est modifiée au milieu du xixe siècle. Elle est inscrite à l'inventaire des monuments historiques en 2000[25].
- L'église Saint-Nicolas de Villiers-aux-Chênes.

### Personnalités liées à la commune
- Charles Tabourin (1677-1762), prêtre français, fondateur d'écoles gratuites.
- Jean-Nicolas Laloy (1745-1804), médecin et député aux États généraux de 1789.
- Pierre-Antoine Laloy (1749-1846), avocat et député de la Haute-Marne à la Convention nationale de 1792, frère du précédent.

### Héraldique
| Armes de Doulevant-le-Château | Les armes de Doulevant-le-Château se blasonnent ainsi : De sable au château donjonné d'or coulissé, ajouré et maçonné du champ, au chef de gueules chargé de deux têtes de loup affrontées d'or lampassées aussi de gueules. |